# Efua Dorkenoo
Efua Dorkenoo (Cape Coast, 6 settembre 1949 – Londra, 18 ottobre 2014) è stata un'attivista ghanese.
È stata una delle prime femministe a denunciare le pratiche di mutilazione genitale femminile, conducendo proteste e campagne per la sua definitiva abolizione.

## Biografia
Nativa del Ghana, si trasferì nel Regno Unito nel 1968 e divenne infermiera. Trattando prevalentemente donne della comunità anglo-africana, si imbatteva spesso nelle deleterie conseguenze delle mutilazioni genitali femminili, e per questo divenne una ferma oppositrice della pratica.
Nel 1983 fondò l'organizzazione femminista FORWARD, che portò alla messa fuori legge delle mutilazioni genitali femminili nel Regno Unito due anni più tardi. Dal 1995 al 2001 collaborò direttamente con l'Organizzazione mondiale della sanità per limitare il più possibile la disumana pratica.
Efua Dorkenoo divenne quindi una delle femministe africane di riferimento a livello mondiale, e le sue opere di denuncia sulle mutilazioni genitali femminili sono ancora oggi estremamente considerate. Affetta da tumore, è deceduta a Londra nel 2014.

## Opere
- (EN) Child Protection and Female Genital Mutilation: Advice for Health, Education, and Social Work Profession, 1992.
- (EN) Female Genital Mutilation: Proposals for Change, 1992.
- (EN) Tradition! Tradition: A symbolic story on female genital mutilation, 1992.
- (EN) Report of the First Study Conference of Genital Mutilation of Girls in Europe/ Western World, 1993.
- (EN) Cutting The Rose: Female Genital Mutilation the Practice and its Prevention, 1994.